# Myosaurus
Myosaurus es un género extinto de dicinodontos que vivieron en el período Triásico inferior en lo que ahora son África y la Antártida.
Inicialmente se catalogó en la familia Endothiodontidae, pero en 1981 se ubicó en la familia Myosauridae, tras el descubrimiento en la Antártida de un cráneo y un fragmento de mandíbula, en la formación Fremouw proveniente del periodo Triásico Inferior.
El holotipo es un nódulo con dos cráneos (SAM 3526 & 3526a) encontrado en la formación Normandien, en Sudáfrica. 